# Wereldkampioenschappen baanwielrennen 2024
De wereldkampioenschappen baanwielrennen 2024 werden van woensdag 16 tot en met zondag 20 oktober 2024 gehouden in de Ballerup Super Arena in het Deense Ballerup, in de regio Hoofdstad, zo'n 50 kilometer ten westen van Kopenhagen. Er stonden 22 onderdelen op het programma, elf voor mannen en elf voor vrouwen. Voor de laatste keer stond de 500 meter tijdrit voor vrouwen op het programma. Vanaf 2025 rijden zij net als de mannen één kilometer.
De afgelopen twee edities mochten renners uit Rusland en Wit-Rusland niet meedoen, vanwege de oorlog in Oekraïne. Deze editie mochten ze wel weer meedoen, maar dan als individuele renners onder neutrale vlag, vergelijkbaar met de Olympische Spelen. De individuele renster Jana Boerlakova wist goud te halen in de 500m tijdrit. Als volkslied werd de Europese hymne voor haar gespeeld.
Dit kampioenschap was de laatste wedstrijd voor de Deense renners Michael Mørkøv en Julie Norman Leth. Zij namen afscheid met respectievelijk een bronzen en twee gouden medailles.

## Deelnemers

### Belgische deelnemers
De Belgische selectie voor het wereldkampioenschap zag er als volgt uit:
- Mannen: Fabio Van den Bossche, Thibaut Bernard, Lindsay De Vylder, Jules Hesters, Noah Vandenbranden
- Vrouwen: Lotte Kopecky, Katrijn De Clercq, Hélène Hesters. Febe Jooris, Marith Vanhove, Lani Wittevrongel

### Nederlandse deelnemers
De Nederlandse selectie voor het wereldkampioenschap zag er als volgt uit:
- Duuronderdelen mannen: Yoeri Havik, Vincent Hoppezak, Jan-Willem van Schip, Yanne Dorenbos, Philip Heijnen
- Duuronderdelen vrouwen: Marit Raaijmakers, Lisa van Belle, Lorena Wiebes[5]
- Sprintonderdelen mannen: Roy van den Berg, Jeffrey Hoogland, Harrie Lavreysen, Tijmen van Loon
- Sprintonderdelen vrouwen: Kyra Lamberink, Hetty van de Wouw, Steffie van der Peet, Kimberly Kalee

## Wedstrijdschema
| Datum                | Onderdeel mannen                         | Onderdeel vrouwen                        |
| -------------------- | ---------------------------------------- | ---------------------------------------- |
| Woensdag 16 oktober  | Teamsprint                               | Teamsprint, scratch                      |
| Donderdag 17 oktober | Ploegenachtervolging, keirin, scratch    | Ploegenachtervolging, afvalkoers         |
| Vrijdag 18 oktober   | 1 km tijdrit, puntenkoers, achtervolging | Sprint, omnium                           |
| Zaterdag 19 oktober  | Omnium                                   | 500m tijdrit, koppelkoers, achtervolging |
| Zondag 20 oktober    | Sprint, koppelkoers, afvalkoers          | Keirin, puntenkoers                      |

## Medailles

### Mannen
| Onderdeel            | Goud | Goud                                                                                     | Zilver | Zilver                                                               | Brons | Brons                                                                        |
| -------------------- | ---- | ---------------------------------------------------------------------------------------- | ------ | -------------------------------------------------------------------- | ----- | ---------------------------------------------------------------------------- |
| Sprint               | NED  | Harrie Lavreysen                                                                         | NED    | Jeffrey Hoogland                                                     | JPN   | Kaiya Ota                                                                    |
| 1 km tijdrit         | NED  | Harrie Lavreysen                                                                         | NED    | Jeffrey Hoogland                                                     | GBR   | Joseph Truman                                                                |
| Achtervolging        | ITA  | Jonathan Milan                                                                           | GBR    | Josh Charlton                                                        | GBR   | Daniel Bigham                                                                |
| Ploegenachtervolging | DEN  | Tobias Aagaard Hansen Carl-Frederik Bévort Niklas Larsen Frederik Madsen Rasmus Pedersen | GBR    | Josh Charlton Ethan Hayter Charlie Tanfield Oliver Wood Rhys Britton | GER   | Benjamin Boos Ben Felix Jochum Bruno Kessler Tim Torn Teutenberg Felix Gross |
| Teamsprint           | NED  | Jeffrey Hoogland Harrie Lavreysen Roy van den Berg                                       | AUS    | Thomas Cornish Ryan Elliott Leigh Hoffman                            | JPN   | Yoshitaku Nagasako Yuta Obara Kaiya Ota                                      |
| Keirin               | JPN  | Kento Yamasaki                                                                           | ISR    | Mikhail Jakovlev                                                     | COL   | Kevin Quintero                                                               |
| Scratch              | JPN  | Kazushige Kuboki                                                                         | DEN    | Tobias Aagaard Hansen                                                | FRA   | Clement Petit                                                                |
| Puntenkoers          | ESP  | Sebastián Mora                                                                           | DEN    | Niklas Larsen                                                        | NED   | Philip Heijnen                                                               |
| Koppelkoers          | GER  | Roger Kluge Tim Torn Teutenberg                                                          | BEL    | Lindsay De Vylder Fabio Van Den Bossche                              | DEN   | Niklas Larsen Michael Mørkøv                                                 |
| Omnium               | BEL  | Lindsay De Vylder                                                                        | ITA    | Simone Consonni                                                      | NED   | Yanne Dorenbos                                                               |
| Afvalkoers           | DEN  | Tobias Aagaard Hansen                                                                    | ITA    | Elia Viviani                                                         | CAN   | Dylan Bibic                                                                  |

- Renners van wie de namen schuingedrukt staan kwamen in actie tijdens minimaal één ronde maar niet tijdens de finale.

### Vrouwen
| Onderdeel            | Goud | Goud                                                                  | Zilver | Zilver                                                                          | Brons | Brons                                                                                |
| -------------------- | ---- | --------------------------------------------------------------------- | ------ | ------------------------------------------------------------------------------- | ----- | ------------------------------------------------------------------------------------ |
| Sprint               | GBR  | Emma Finucane                                                         | NED    | Hetty van de Wouw                                                               | JPN   | Mina Sato                                                                            |
| 500m tijdrit         | AIN  | Jana Boerlakova                                                       | GBR    | Sophie Capewell                                                                 | GBR   | Katy Marchant                                                                        |
| Achtervolging        | GBR  | Anna Morris                                                           | USA    | Chloé Dygert                                                                    | NZL   | Bryony Botha                                                                         |
| Ploegenachtervolging | GBR  | Katie Archibald Megan Barker Josie Knight Anna Morris Jessica Roberts | GER    | Franziska Brauße Lisa Klein Mieke Kröger Lena Charlotte Reißner Laura Süßemilch | ITA   | Martina Alzini Chiara Consonni Martina Fidanza Vittoria Guazzini Letizia Paternoster |
| Teamsprint           | GBR  | Sophie Capewell Emma Finucane Katy Marchant                           | NED    | Kimberly Kalee Hetty van de Wouw Steffie van der Peet Kyra Lamberink            | AUS   | Kristina Clonan Alessia McGaig Molly McGill                                          |
| Keirin               | JPN  | Mina Sato                                                             | NED    | Hetty van de Wouw                                                               | GBR   | Katy Marchant                                                                        |
| Scratch              | NED  | Lorena Wiebes                                                         | USA    | Jennifer Valente                                                                | NZL   | Ally Wollaston                                                                       |
| Puntenkoers          | DEN  | Julie Norman Leth                                                     | BEL    | Lotte Kopecky                                                                   | IRL   | Lara Gillespie                                                                       |
| Koppelkoers          | DEN  | Amalie Dideriksen Julie Norman Leth                                   | FRA    | Victoire Berteau Marion Borras                                                  | GBR   | Katie Archibald Neah Evans                                                           |
| Omnium               | NZL  | Ally Wollaston                                                        | GBR    | Jessica Roberts                                                                 | NOR   | Anita Stenberg                                                                       |
| Afvalkoers           | NZL  | Ally Wollaston                                                        | BEL    | Lotte Kopecky                                                                   | USA   | Jennifer Valente                                                                     |

### Medaillespiegel
| Plaats | Land                | Goud | Zilver | Brons | Totaal |
| 1      | Nederland           | 4    | 5      | 2     | 11     |
| 2      | Verenigd Koninkrijk | 4    | 4      | 5     | 13     |
| 3      | Denemarken          | 4    | 2      | 1     | 7      |
| 4      | Japan               | 3    | 0      | 3     | 6      |
| 5      | Nieuw-Zeeland       | 2    | 0      | 2     | 4      |
| 6      | België              | 1    | 3      | 0     | 4      |
| 7      | Italië              | 1    | 2      | 1     | 4      |
| 8      | Duitsland           | 1    | 1      | 1     | 3      |
| 9      | Spanje              | 1    | 0      | 0     | 1      |
| 9      | AIN                 | 1    | 0      | 0     | 1      |
| 10     | Verenigde Staten    | 0    | 2      | 1     | 3      |
| 11     | Australië           | 0    | 1      | 1     | 2      |
| 11     | Frankrijk           | 0    | 1      | 1     | 2      |
| 13     | Israël              | 0    | 1      | 0     | 1      |
| 14     | Colombia            | 0    | 0      | 1     | 1      |
| 14     | Noorwegen           | 0    | 0      | 1     | 1      |
| 14     | Ierland             | 0    | 0      | 1     | 1      |
| 14     | Canada              | 0    | 0      | 1     | 1      |
| Totaal | Totaal              | 22   | 22     | 22    | 66     |

1. ↑  AIN: Athlète Individuel Neutre, individuele renners onder neutrale vlag.